# EMT Luna NG
 (janvier 2024).
La mise en forme du texte ne suit pas les recommandations de Wikipédia : il faut le « wikifier ».
Les points d'amélioration suivants sont les cas les plus fréquents :
- Les titres sont pré-formatés par le logiciel. Ils ne sont ni en capitales, ni en gras.
- Le texte ne doit pas être écrit en capitales (les noms de famille non plus), ni en gras, ni en italique, ni en « petit »…
- Le gras n'est utilisé que pour surligner le titre de l'article dans l'introduction, une seule fois.
- L'italique est rarement utilisé : mots en langue étrangère, titres d'œuvres, noms de bateaux, etc.
- Les citations ne sont pas en italique mais en corps de texte normal. Elles sont entourées par des guillemets français : « et ».
- Les listes à puces sont à éviter, des paragraphes rédigés étant largement préférés. Les tableaux sont à réserver à la présentation de données structurées (résultats, etc.).
- Les appels de note de bas de page (petits chiffres en exposant, introduits par l'outil «  Source ») sont à placer entre la fin de phrase et le point final[comme ça].
- Les liens internes (vers d'autres articles de Wikipédia) sont à choisir avec parcimonie. Créez des liens vers des articles approfondissant le sujet. Les termes génériques sans rapport avec le sujet sont à éviter, ainsi que les répétitions de liens vers un même terme.
- Les liens externes sont à placer uniquement dans une section « Liens externes », à la fin de l'article. Ces liens sont à choisir avec parcimonie suivant les règles définies. Si un lien sert de source à l'article, son insertion dans le texte est à faire par les notes de bas de page.
- La présentation des références doit suivre les conventions bibliographiques. Il est recommandé d'utiliser les modèles {{Ouvrage}}, {{Chapitre}}, {{Article}}, {{Lien web}} et/ou {{Bibliographie}}. Le mode d'édition visuel peut mettre en forme automatiquement les références.
- Insérer une infobox (cadre d'informations à droite) n'est pas obligatoire pour parachever la mise en page.

Pour une aide détaillée, merci de consulter Aide:Wikification.
Si vous pensez que ces points ont été résolus, vous pouvez retirer ce bandeau et améliorer la mise en forme d'un autre article.
 (janvier 2024).
LUNA NG (Luftgestützte Unbemannte NahaufklärungsAusstattung der Nächsten Generation) est un drone de reconnaissance sans pilote développé depuis 2010 par l'ancien fabricant allemand EMT Penzberg (qui fait aujourd'hui partie de Rheinmetall).

## Utilisation
Un système HUSAR comprend, outre cinq appareils, deux stations de contrôle au sol avec les systèmes de mâts d'antenne correspondants, deux catapultes de lancement, deux systèmes d'atterrissage en réseau ainsi qu'un équipement d'atelier. Les appareils sont commandés depuis les stations de contrôle au sol et leurs résultats de reconnaissance sont évalués. La composante aérienne HUSAR doit avoir une autonomie de vol de plus de douze heures et une portée de reconnaissance allant jusqu'à 150 km. Le capteur doit pouvoir couvrir un champ de 100 x 100 mètres.
Dans sa configuration de base, l'aéronef Luna NG/B est lancé par catapulte. L'atterrissage se fait en parachute ou dans un filet de sécurité. Mais il n'y a pas toujours assez de place pour un filet de sécurité ou un atterrissage en parachute. C'est pourquoi le fabricant a développé un système de décollage et d'atterrissage vertical pour ce type d'aéronef.

## Utilisateurs

### Bundeswehr
La Bundeswehr veut acquérir neuf autres systèmes de reconnaissance Luna pour un montant d'environ 130 millions d'euros.
En juin 2019 la commission budgétaire du Bundestag a débloqué environ 130 millions d'euros pour l'achat de neuf systèmes de reconnaissance de type Luna Next Generation/Bundeswehr (Luna NG/B).
Les Luna Next Generation/Bundeswehr (Luna NG/B) aussi connu par l'acronyme HUSAR (Hocheffizientes, unbemanntes System zur abbildenden Aufklärung in mittlerer Reichweite) sont achetés afin de remplacer les drones KZO (Kleinflugzeug für Zielortung).
À ce jour, trois de ces systèmes tactiques et un système de formation ont déjà été commandés par la Bundeswehr. Le premier système doit encore être utilisé par la troupe en 2019.
Le mardi 21 septembre 2021 à 12h, à la limite nord-est de la commune d'INZELL, la Bundeswehr effectua le premier vol en montagne du LUNA NG/B au sein de la 4. Kompanie, Gebirgsaufklärungsbataillon 230 (4e compagnie, 230 Bataillon de reconnaissance en montagne),.

## Sources
1. ↑  (en-US) Tamir Eshel, « New UAV from EMT – Luna NG - Defense Update: », 14 juin 2012 (consulté le 20 janvier 2024)
2. ↑  (de) « Stand VJTF 2023 aus Sicht des Heeres – Ausrüstungsziele werden nicht vollständig erreicht », sur soldat-und-technik.de, 5 novembre 2020 (consulté le 20 janvier 2024)
3. 1 2  (de) « Nächste Generation Luna am Start », sur www.bmvg.de, 19 janvier 2024 (consulté le 20 janvier 2024)
4. ↑  (de) « Erster Gebirgsflug der Drohne LUNA in Deutschland », sur soldat-und-technik.de, 21 octobre 2021 (consulté le 20 janvier 2024)
5. ↑  (de) ES&T Redaktion, « Erster Gebirgsflug der Drohne LUNA in Deutschland », sur esut.de, 25 octobre 2021 (consulté le 20 janvier 2024)